# Artère collatérale médiale
L'artère collatérale médiale est une artère du bras.

## Origine
L'artère collatérale médiale est une branche collatérale de l'artère profonde du bras.

## Trajet
Elle descend en arrière en irrigant le chef médial du muscle triceps brachial. Elle forme l'anastomose entre l'artère profonde du bras et l'artère interosseuse récurrente au-dessus de l'olécrane. Elle contribue au réseau articulaire cubital.